# Tendai
Tendai (天台) is een Japanse stroming binnen het boeddhisme die gebaseerd is op het Mahayana-boeddhisme en meer bepaald de Chinese Tiantai (天台宗) stroming binnen het Mahayana-boeddhisme.

## Geschiedenis

### Ontstaan van Tendai

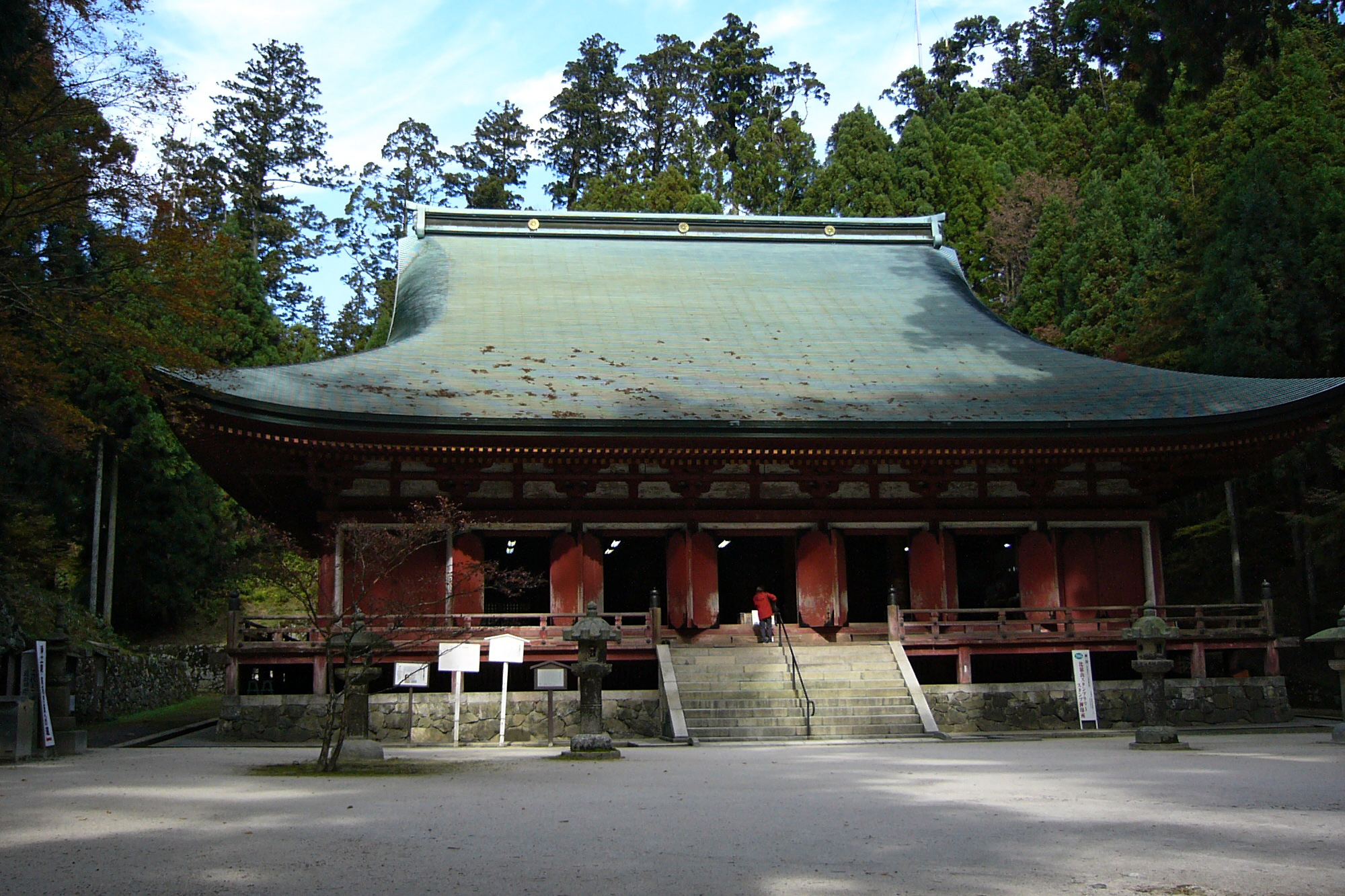
Enryaku-ji Tempel

Tendai is gebaseerd op het Chinese Tiantai, een leer die haar ontstaan dankt aan een Chinese monnik genaamd Zhi-yi. De naam Tiantai is afkomstig van de naam van de berg waarop de hoofdtempel zich bevond. Het belangrijkste element van de Tiantai stroming was de Lotussoetra.
Dat de Tiantai-doctrine in Japan kon ontwikkelen en uiteindelijk Tendai werd is dankzij het werk van de monnik Saichō (最澄,767-822). Saichō die de zoon was van een sterk gelovige boeddhist, werd uitgeroepen tot priester van de Kegon school(華厳) in de Tōdai-ji(東大寺) te Nara. Reeds 3 maanden nadat hij priester was geworden, trok hij weg uit de Todai-ji tempel en keerde terug naar zijn geboortestreek, Omi. Daar bouwde hij op de berg Hiei(比叡山,Hiei-zan) een kluizenaarshut, die uiteindelijk zou uitgroeien tot een van de grootste boeddhistische tempels van Japan, namelijk de Enryaku-ji(延暦寺) . Tijdens zijn verblijf op de berg, begon hij met het bestuderen van de leer van de Tiantaischool. Geïnspireerd en gefascineerd door de Tiantaischool besluit Saichō in 804 mee te gaan met een konvooi naar China. Daar aangekomen gaat hij onmiddellijk naar de berg Tiantai om er in de leer te gaan bij de monniken. Als hij in 805 terug in Japan aankomt, bezit hij dan ook de hele historische en filosofische kennis van de Tiantaischool. In 806 wordt door het keizerlijke hof het bestaan van de Tendaischool officieel toegestaan.

### Kamakuraperiode (1185-1333) en Muromachiperiode(1336-1573)
Tijdens de Kamakuraperiode(鎌倉時代,Kamakura jidai)en Muromachiperiode(室町時代, Muromachi jidai) heeft de Tendaischool voornamelijk bijgedragen tot het oprichten van andere belangrijke stromingen binnen het boeddhisme. Zie "Opmerkelijke personen binnen Tendai" voor meer informatie hieromtrent.

#### Sengoku-periode (1467-1573)
Tijdens de Sengoku-periode (戦国時代,Sengoku jidai), oftewel "Tijdperk van een land in staat van oorlog", stond de Tendaischool op de rand van de afgrond. De Tendaischool, alsook andere grote boeddhistische scholen, hadden op dat moment grote regimes van hun Sōhei (僧兵) of Krijger-monniken in hun tempels in Centraal-Honshu. Dit was echter gebied dat toebehoorde aan de Oda-clan.

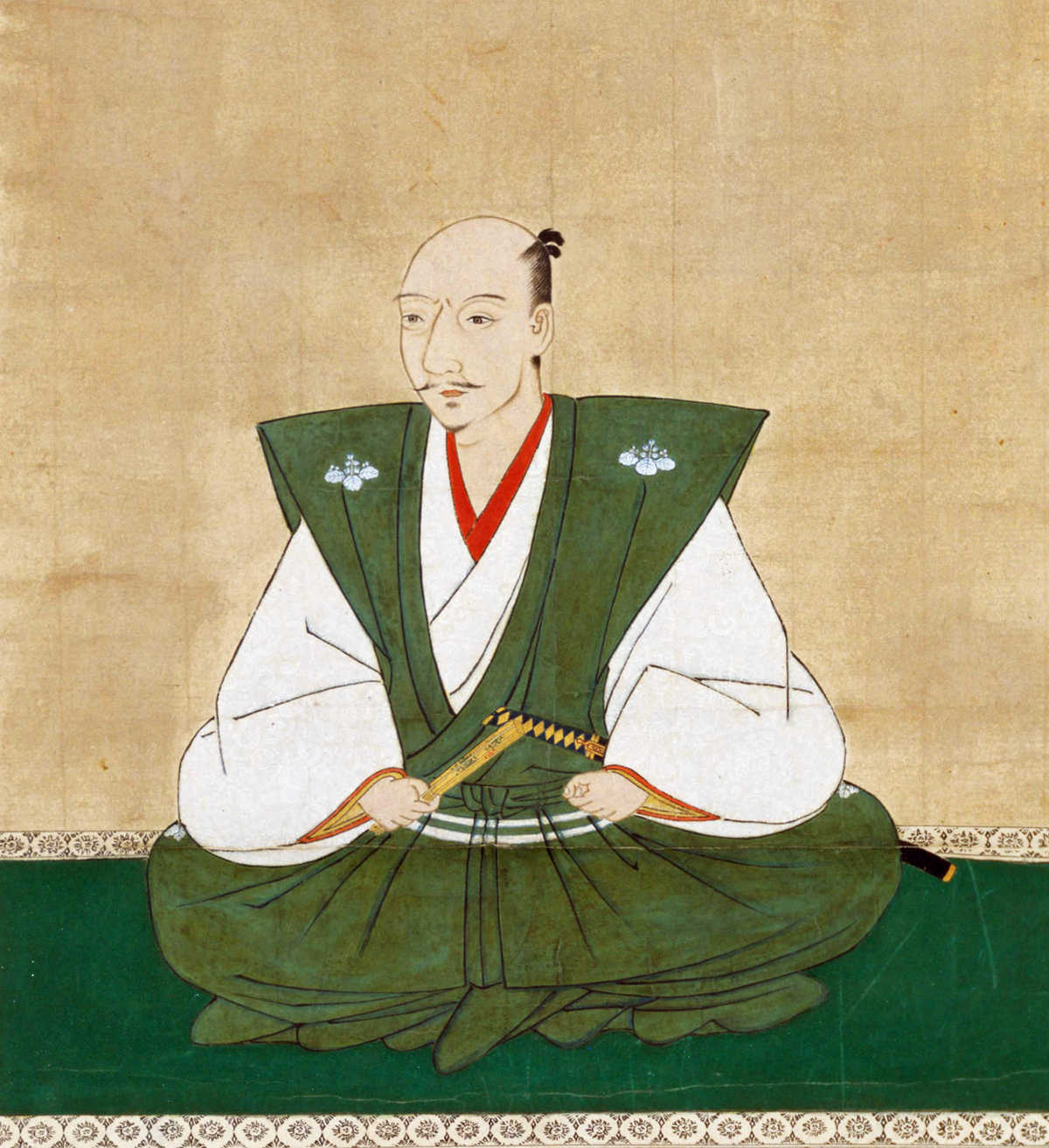
Oda Nobunaga

Een van de machtigen onder de Oda-clan, namelijk Oda Nobunaga, vond echter dat Japan nooit één zou kunnen worden zolang de boeddhistische scholen een onafhankelijk centrum waren van militaire en politieke macht. In 1571 versloegen de legers van Nobunaga de Sōhei van de Tendaischool op de berg Hiei. De meeste monniken werden vermoord en de tempel werd platgebrand. Ook vele andere scholen waren hetzelfde lot beschoren.
De opvolger van Oda Nobunaga, Hideyoshi Toyotomi, bracht echter een eind aan de Sengoku-periode. Onder zijn bewind kregen een aantal boeddhistische scholen hun bestaansrecht terug. Ook de Tendai school mocht zich dan terug opbouwen. Dit alles gebeurde echter onder een strikte regeling door de Shōgun.

### Edoperiode (1603-1868)
In de Edoperiode(江戸時代, Edo jidai) of Tokugawa-periode (徳川時代, Tokugawa jidai) konden onder het Tokugawa bewind de verschillende boeddhistische scholen verder groeien dankzij monetaire steun van de staat. Hun ontwikkeling en groei werd echter wel beperkt door het Bakufu. De scholen en tempels werden onder andere gebruikt door het Bakufu als middel van spionage tegen mogelijke tot christen bekeerde Japanners. Het was dan ook een periode waar alhoewel de scholen terug groeiden, er geen belangrijke religieuze personen ten tonele verschenen en er geen schokkende veranderingen gebeurden op het vlak van leer en doctrines.

### Meiji periode tot heden (1868-heden)
Als de grenzen van Japan weer opengaan in de Meiji periode(明治時代, Meiji-jidai), vindt er een aantal ingrijpende veranderingen plaats voor de verscheidene boeddhistische scholen. De scholen waren namelijk strikt verbonden met het Bakufu tijdens de Tokugawa-periode, en er werden dan ook een reeks maatregelen genomen om die vroegere banden volledig te doorbreken of de scholen in diskrediet te brengen. Een voorbeeld van een dergelijke regeling was de afschaffing van het celibaat voor de monniken. De Japanse overheid dacht namelijk dat dit ervoor zou zorgen dat de monniken in diskrediet zouden worden gebracht bij de bevolking. Maar in tegenstelling tot wat de overheid hoopte te bereiken, werden de monniken er populairder door omdat ze op die manier beter geïntegreerd waren in het dagelijkse leven.
De Tendaischool heeft niet zoveel geleden onder de Tweede Wereldoorlog. Dit doordat ze, zoals de meeste boeddhistische scholen, zich niet heeft ingelaten met het sterk Japans nationalisme. Na de Tweede Wereldoorlog werden er ook tempels opgericht buiten Japan en werden ook niet-Japanse leden aanvaard. Zo heeft de Tendaischool momenteel ook een groot aantal niet-Japanse leden.

## De leer
Het meest belangrijke punt van de Tendaileer, is de Lotussoetra. Dit komt doordat Tendai grotendeels gebaseerd is op de Tiantaileer. De bedoeling van de Tiantaileer was om de belangrijke boeddhistische filosofieën te verenigen met elkaar. De Lotussoetra was volgens de stichters van de Tiantaischool daar het beste middel voor.
Volgens de Tendaileer bezit iedere persoon een soort van boeddha-embryo (Tathāgatagarbha). Men denkt als het ware dat er in elk persoon een boeddha zit die enkel door een andere pure boeddha kan worden gezien. Het idee is dan ook dat men ooit de verlichting zal bereiken en dan zelf als het ware een Boeddha wordt.
Een ander belangrijk punt van de Tendaileer, is dat van “De waarheid van de tussenweg”. Tendai-aanhangers geloven dat een persoon aan de ene kant leeg is, maar toch een tijdelijk bestaan heeft. Het doel van de Tendai-aanhangers is om, gebruik makende van meditatiepraktijken, een beter begrip te krijgen van het concept van “De waarheid van de tussenweg”.
Een derde gedachtegang is die van de “3000 activiteiten in 1 moment”. Dit houdt eigenlijk in dat in elke gedachte dat we hebben er 3000 losse fenomenen meespelen. Onze gedachten breiden zich dan ook uit en gaan zich verspreiden naar andere personen en uiteindelijk de gehele kosmos. Het komt er dus op neer dat een gedachte niet alleen de denker beïnvloedt, maar ook anderen en zelfs gehele samenlevingen. Deze beïnvloeding kan zowel negatief als positief zijn.
Ook belangrijk is de leer van ichigu wo terasu (一隅を照らす, verlicht een hoekje van de wereld) zoals ze is uitgebracht door Saichō zelf. Dit is een verbintenis tot intensief boeddhisme. Het houdt in dat je anderen zal ondersteunen als was het jezelf, dat je jezelf, je tijd en je bezittingen geeft voor het welzijn van anderen. Dit is niet gewoon een uiting van maatschappelijke verantwoordelijkheid, het is een actieve uitdrukking van de aard van spirituele bewerkstelliging en de aardse rol van onze wereldlijke acties in de manifestatie van het dharma (de leer). 
Ten slotte houdt de tendai-leer ook het bodhisattva (菩薩)-ideaal in. Bodhisattva verwijst naar degene die zich in de vroege fase van verlichting bevinden en zelf besluiten om deze verlichting uit te stellen om zo andere te kunnen helpen. De verlichting (boddhichitta) bereiken is een doel voor allen op het bodhisattva-pad. 
Verder zetten de Tendai-aanhangers zich volledig in voor hun medemens. Dit ook deels omdat Tendai gebaseerd is op de Mahayana gedachtegang. Daarin zit onder meer verlichting en compassie in verwerkt. Verder is het ook zo dat de Tendaileer geen aardse schoonheid en esthetiek verwerpt. Zo kan poëzie bij de Tendaischool zelfs leiden tot verlichting.

## Opmerkelijke personen binnen Tendai

### Saichō

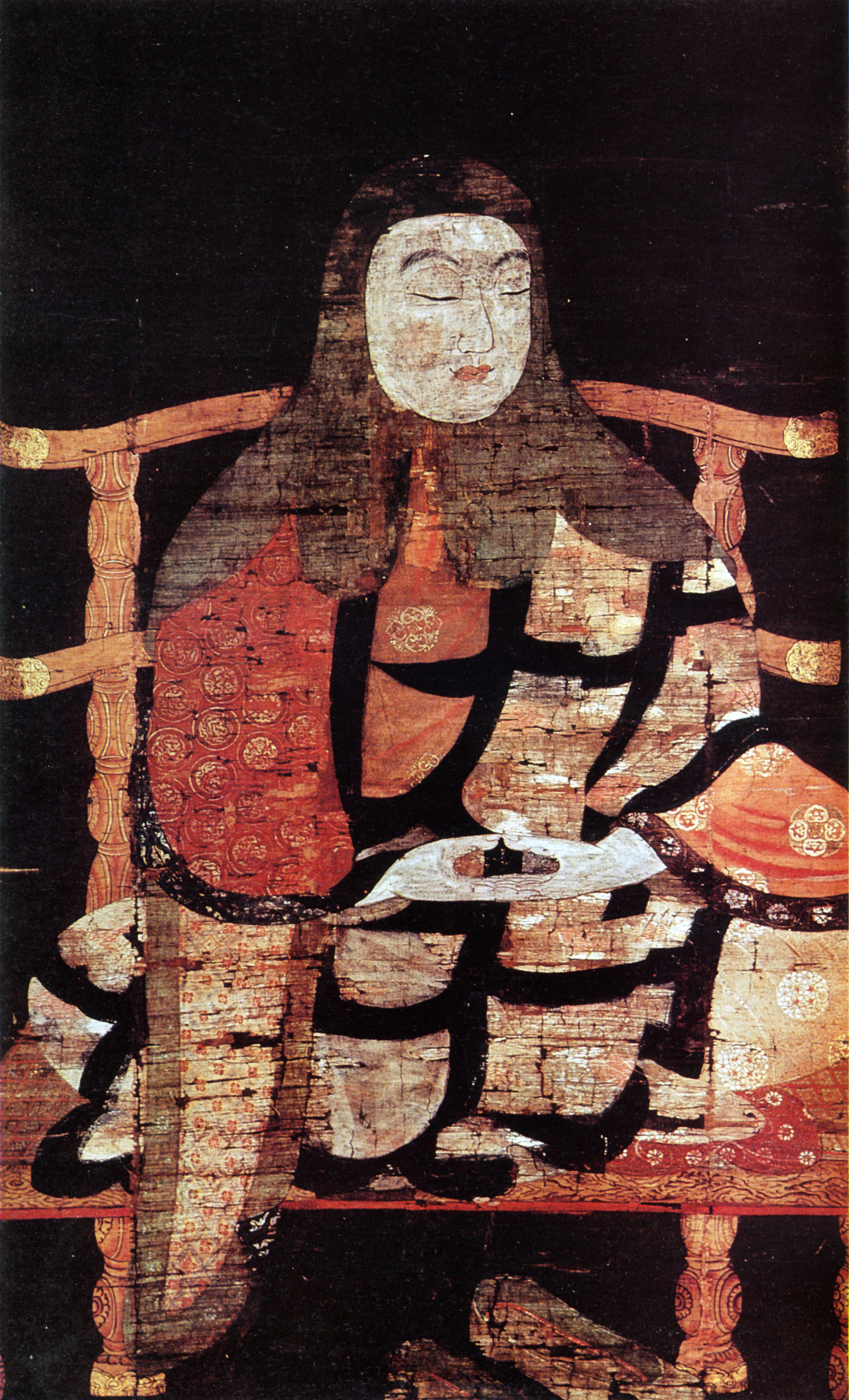
Saichō

Saichō (最澄,767-822) was de stichter van de Tendai school. Hij heeft zijn hele leven gewijd aan de verkondiging van de Tendai doctrine en het boeddhisme in het algemeen over heel Japan. Na zijn dood in 822 kreeg hij de titel van Dengyō Daishi (伝教大師) ; wat zoveel betekent als “Grootmeester van het verkondigen van de doctrine”. Vermits de Tendaischool de weg heeft gelegd voor vele scholen die ontstaan zijn in de Kamakura-periode, zijn het leven en de tewerkstellingen van Saichō niet zonder enig belang.

### Hōnen
Hōnen(法然,1133-1212) was een monnik die zijn leven wijdde aan het reciteren van de Nembutsu of ook wel Namu amida butsu(南無阿弥陀仏) genoemd. Het opzeggen van de lofzang aan boeddha is ook een vorm die kan leiden tot verlichting. Hōnen zag echter dat de Tendaileer een kennis en doorzetting vereiste die velen niet konden opbrengen. Hij is dan ook de Nembutsu gaan propageren om op die manier het lijden van het gewone volk ook te kunnen verzachten. Dit lukte en hij stichtte de Jōdo-shū(浄土宗) oftewel de school van het Pure Land. Hōnen heeft evenwel nooit zijn positie als Tendai-monnik opgegeven.

### Shinran
Shinran (親鸞,1173-1262)was een pupil van Hōnen. Net zoals Hōnen vond hij de regels en gebruiken van de Tendaileer te strikt en te moeilijk. Hij werd ook een volgeling van de Jōdo Shinshū, maar stichtte later zijn eigen eigen strekking hiervan; de Jōdo Shinshū(浄土真宗), de Ware School van het Reine Land.

### Nichiren
Nichiren (日蓮, 1222–1282) was een Tendai-monnik die origineel onder de naam Zeshō-bō Renchō (是聖房蓮長) door het leven ging. Hij was geboren op het platteland in de provincie van Awa en het was ook daar dat hij monnik geworden was, ver weg van de Enryaku-ji op de berg Hiei. Als hij dan uiteindelijk naar Enryaku-ji trekt, voelt hij zich er niet thuis. Hij trekt weg van Hiei en sticht zijn eigen school, het Nichiren-boeddhisme. Alhoewel deze school als basisprincipes ook de Lotussoetra en het geloof dat er in elke mens een zekere vorm van boeddha-energie zit neemt, verschilt zijn school sterk van de Tendaischool. Alhoewel zijn school als basisdoctrine de Tendaidoctrine overneemt, mengt hij deze met gebruiken en geloven uit andere boeddhistische strekkingen. Zijn school viel dan ook uiteen na zijn dood in fracties met elk hun eigen school.

### Enkū

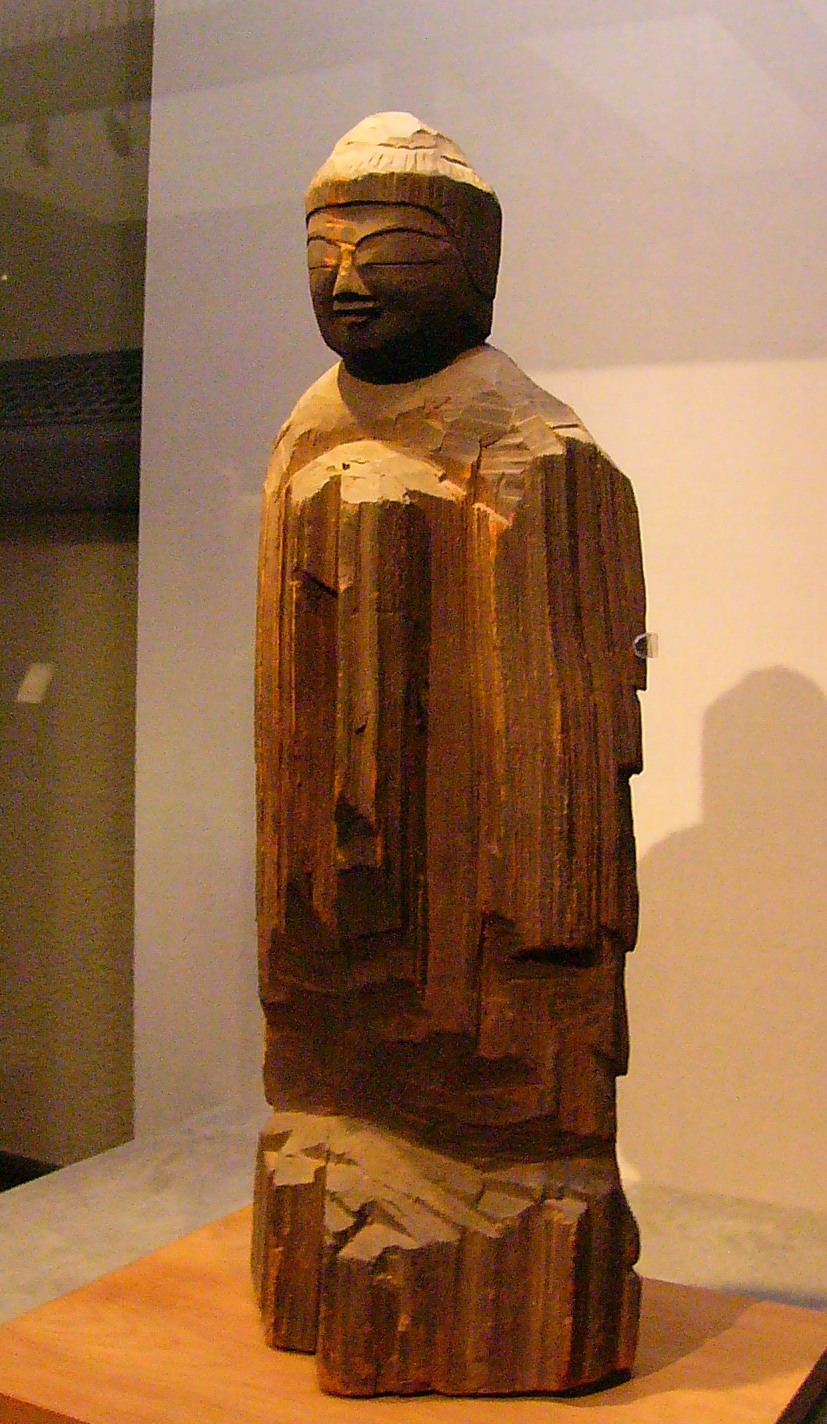
Boeddhabeeld van Enkū

De monnik Enkū(円空, 1632-1695) was een zogenaamde yamabushi (山伏), een zwervende monnik die door heel Japan trok. Hij had een eed afgelegd om in zijn levensperiode 120.000 boeddhistische beelden te maken. Men vermoedt dat hij er een 100.000 gemaakt heeft, wat neer zou komen op een tempo van meer dan 5 beelden per dag. Het is pas na de Tweede Wereldoorlog dat men de eenvoudige beelden naar waarde ging schatten. Vandaag de dag zijn er nog ongeveer een 7000 beelden bewaard gebleven.